# Felix Borowski
Felix Borowski (* 10. März 1872 in Burton-in-Kendal (Cumbria); † 6. September 1956 in Chicago) war ein anglo-amerikanischer Komponist, Musikkritiker und Musikpädagoge polnischer Familienherkunft.

## Leben und Werk
Felix Borowski lernte Violine bei seinem Vater, einem polnischen Emigranten in England. Er nahm weiteren Violinunterricht bei verschiedenen Lehrern und am Konservatorium in Köln.
Felix Borowski war Schüler des Kölner Konservatoriums.
Felix Borowski lehrte zunächst Violine in Aberdeen. Seine Russian Sonata aus dieser Zeit wurde von Edvard Grieg hoch gelobt. Dies gab ihm den Anstoß, weiter zu komponieren. 1897 nahm er ein Lehrangebot am Chicago Musical College an. Er lehrte dort dann Komposition, Violine und Musikgeschichte. Von 1916 bis 1925 war er Präsident dieser Musikschule. Felix Borowski war ab 1925 Präsident der Chicago Civic Music Association. Von 1937 bis 1942 wirkte er als Professor der Musikwissenschaft an der Northwestern University in Evanston (Illinois).
Seit 1906 schrieb er Musikkritiken für diverse Zeitungen wie für die Chicago Evening Post und den Chicago Herald. Seit 1908 verfasste er die Programmhefte für das Chicago Symphony Orchestra. Er überarbeitete die Werke The Standard Operas (1928) und The Standard Concert Guide (1930) des amerikanischen Musikschriftstellers George Putnam Upton.
Als Komponist schrieb er die Oper Fernando del Nonsensico (1935), zwei Ballettpantomimen (1918, 1920), das Ballett A Century of the Dance (1934), drei Symphonien (D moll 1932, E moll 1933, G dur), symphonische Dichtungen und andere Orchesterwerke, ein Klavierkonzert (1913), Streichquartette, Orgel- und Klavierwerke sowie Lieder.